# Charlotte Dubreuil
Charlotte Dubreuil (París, 27 d'abril de 1940) és una cineasta i novel·lista francesa. Després de dos treballs com a actriu es va interessar per la direcció i l'escriptura. Ha escrit i dirigit diverses pel·lícules franceses i també ha escrit dues novel·les.

## Biografia
Va començar la seva carrera com a actriu, apareixent a L'Humeur vagabonde (1972) sota la direcció d'Édouard Luntz, amb Jeanne Moreau i Michel Ram. L'any següent, va aparèixer en L'An 01. A inicis de 1974, va passar de l'actuació a l'escriptura i dirigir pel·lícules. El seu primer guió Pas si méchant que ça (1974) el va escriure conjuntament amb Claude Goretta.
El seu primer guió en solitari va ser el projecte Qu'est-ce que tu veux Julie? (1976) que també va dirigir. La pel·lícula es va presentar al Festival du Pel·lícula de Paris l'any 1976 i va tenir una bona acollida. Va seguir amb Des enfants gâtés (1976) escrit amb Bertrand Tavernier. L'any 1979, va escriure i va dirigir dues pel·lícules: La Peine perdue ou le présent composé i Ma Chérie. En Ma Chérie, Dubreuil treballava un altre cop amb Édouard Luntz amb qui va escriure el guió, i ella es va encarregar de la direcció. La pel·lícula és el punt de vista feminista d'una relació entre mare i filla.
L'any 1982 va dirigir La Côte d'amour, escrita per Michel Contat i Ennio De Concini i protagonitzada per Mario Adorf, Danièle Delorme, Geneviève Fontanel i Françoise Prévost. L'any 1994 va dirigir Elles ne pensent qu'à ça escrit per Georges Wolinski i protagonitzada per Roland Blanche, Claudia Cardinale, Carole Laure, i Bernard Le Coq.

## Treballs principals
- La Restinga: Romà Paris: Albin Michel, (2000) (en francès)
- Au cœur de l'Ombrière França: Éditions V.D.B., (2007) (en francès)

## Filmografia

### Com a actriu
- L'Humeur vagabonde (1972)
- L'Un 01 (1973)
- Violència et passió (1974) doblatge de veu[10]

### Com a guionista
- Pas si méchant que ça co-escrit amb Claude Goretta (1974)
- Qu'est-ce que tu veux Julie? (1976)
- Des enfants gâtés co-escrit amb Bertrand Tavernier (1977)
- La Peine perdue ou le présent composé (1979)
- Ma Chérie co-escrit amb Édouard Luntz (1979)

### Com a directora
- Qu'est-ce que tu veux Julie ? (1976)
- La Peine perdue ou le présent composé (1979)
- Ma Chérie (1979)
- La Côte d'amour (1985)
- Elles ne pensent qu'à ça ! (1994)